# Dimitrina Milkova
Dimitrina Milkova (Bulgaria, 26 de septiembre de 1984) es una árbitra de fútbol búlgara internacional FIFA desde el 2010, dirige como asistente en los partidos de la Segunda Liga de Bulgaria.

## Torneos de selecciones
Ha arbitrado en los siguientes torneos de selecciones nacionales:
- Clasificatorios para el Campeonato Europeo Femenino Sub-17 de la UEFA 2010-11
- Clasificatorios para el Campeonato Europeo Femenino Sub-17 de la UEFA 2011-12
- Clasificatorios para el Campeonato Europeo Femenino Sub-19 de la UEFA 2012
- Clasificatorios para el Campeonato Europeo Femenino Sub-19 de la UEFA 2013
- Clasificatorios para el Campeonato Europeo Femenino Sub-17 de la UEFA 2013-14
- Clasificatorios para el Campeonato Europeo Femenino Sub-19 de la UEFA 2014
- Clasificatorios para el Campeonato Europeo Femenino Sub-17 de la UEFA 2014-15
- Clasificatorios y Fase Final del Campeonato Europeo Femenino Sub-17 de la UEFA 2015-16[2]
- Clasificación para la Eurocopa Femenina 2017
- Clasificatorios para el Campeonato Europeo Femenino Sub-19 de la UEFA 2017
- Clasificación de UEFA para la Copa Mundial Femenina de Fútbol de 2019
- Clasificatorios para el Campeonato Europeo Femenino Sub-17 de la UEFA 2018-19
- Clasificación para la Eurocopa Femenina 2021
- Clasificatorios para el Campeonato Europeo Femenino Sub-17 de la UEFA 2020

## Torneos de clubes
Ha arbitrado en los siguientes torneos internacionales de clubes:
- Liga de Campeones Femenina de la UEFA